# Rutki (gmina)
Pour les articles homonymes, voir Rutki.
La gmina de Rutki est une commune rurale polonaise de la voïvodie de Podlachie et du powiat de Zambrów. Elle s'étend sur 200,2 km2 et comptait 6 072 habitants en 2006. Son siège est le village de Rutki-Kossaki qui se situe à environ 17 kilomètres au nord-est de Zambrów et à 50 kilomètres à l'ouest de Bialystok.

## Villages
La gmina de Rutki comprend les villages et localités de Czochanie-Góra, Dębniki, Dobrochy, Duchny-Wieluny, Górskie Ponikły-Stok, Grądy-Woniecko, Gronostaje-Puszcza, Jaworki, Jawory-Klepacze, Kałęczyn-Walochy, Kalinówka-Basie, Kalinówka-Bystry, Kalinówka-Wielobory, Kołomyja, Kołomyjka, Konopki Leśne, Kossaki Nadbielne, Kossaki-Falki, Kossaki-Ostatki, Mężenin, Mieczki, Modzele-Górki, Nowe Zalesie, Nowe Zambrzyce, Olszewo-Przyborowo, Ożarki-Olszanka, Ożary Wielkie, Pęsy-Lipno, Pruszki Wielkie, Rutki-Jatki, Rutki-Kossaki, Rutki-Nowiny, Rutki-Tartak Nowy, Śliwowo-Łopienite, Stare Zalesie, Stare Zambrzyce, Świątki-Wiercice, Szlasy-Lipno, Szlasy-Łopienite, Szlasy-Mieszki, Walochy-Mońki, Wybrany, Zambrzyce-Jankowo, Zambrzyce-Kapusty, Zambrzyce-Króle et Zambrzyce-Plewki.

## Gminy voisines
La gmina de Rutki est voisine des gminy de Kobylin-Borzymy, Kołaki Kościelne, Kulesze Kościelne, Łomża, Wizna, Zambrów et Zawady.